# 373P/Rinner
373P/Rinner, komet Jupiterove obitelji. 